# Taddeo di Bartolo

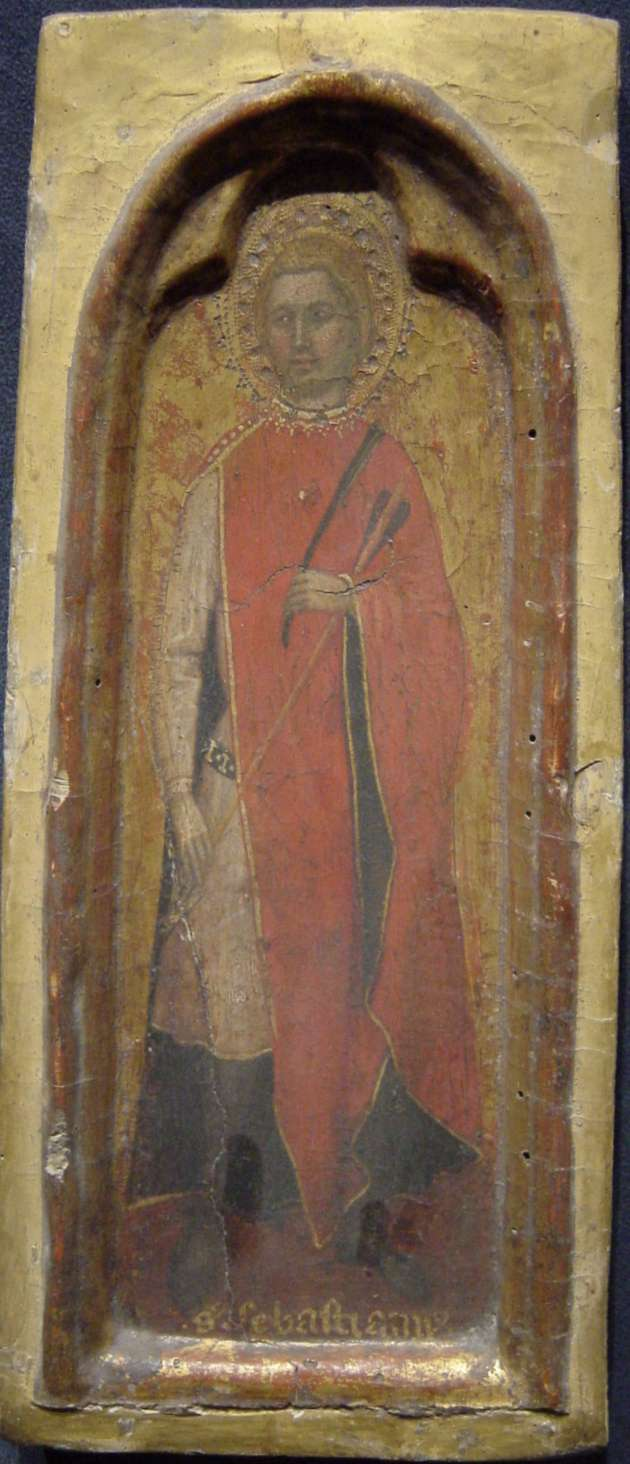
São Sebastião.

Taddeo di Bartolo (Siena, 1362 — Siena, 1422), também chamado de Taddeo Bartoli,  foi um pintor italiano da Escola Sienesa, durante o começo do Renascimento. Está entre os artistas cujas bibliografias estão na obra Vidas, de Giorgio Vasari. Ele pode ter sido o tio de Domenico di Bartolo.
Taddeo di Bartolo nasceu em Siena. Muitos dos seus primeiros trabalhos foram executados em Pisa, onde ele foi responsável pelos afrescos do Paraíso e Inferno na Catedral da cidade; pelas pinturas no Palazzo Pubblico e outros na igreja de São Francisco. 
Outras obras suas estão nos seguintes locais:
- Collegiata di San Gimignano, em San Gimignano, na Toscana
- Museu de Belas Artes de Budapeste
- Duomo de Santa Maria dell'Assunta, em Montepulciano
- Oratório da Companhia de Santa Catarina da Noite, na Santa Maria della Scala, Siena
- Wadsworth Atheneum, em Hartford, Connecticut
- Museu de Belas Artes de São Francisco
- Musée du Petit Palais, Avinhão, França.